# Army Black Knights
Army Black Knights são as equipes atléticas  da Academia Militar dos Estados Unidos. Elas participam da Divisão I-A, da National Collegiate Athletic Association (NCAA) como membro não futebol da Patriot League, a Divisão I da Subdivisão Football Bowl das escolas independentes, e membro das conferências Atlantic Hockey, Sprint football (masculino), Eastern Intercollegiate Gymnastics League (masculino), Eastern Intercollegiate Wrestling Association, e da National Intercollegiate Women's Fencing Association. O Exército é também um dos cerca de trezentos membros da Eastern College Athletic Conference (ECAC).
As três principais academias militares (Exército, Aeronáutica, e Marinha) disputam o Commander-in-Chief's Trophy, que é concedido para a academia que vencer as outras no futebol daquele ano (ou mantido pelo vencedor anterior no caso de disputa por cara ou coroa).

## História
Desde 1899, a mascote do Exército tem sido oficialmente uma mula devido à importância histórica do animal em operações do exército. A equipe de futebol americano da academia foi apelidada de "Os Cavaleiros Negros do Hudson" devido à cor negra de seus uniformes. Os Army Black Knights também inspiraram um livro The Black Knight's God: Horror Anthology.
A mídia esportiva dos Estados Unidos usa "Army" como sinônimo para a academia. O On Brave Old Army Team é o hino da equipe. A principal rival do Exército nos esportes é a Academia Naval, devido à sua rivalidade de longa data no futebol americano e da rivalidade inter-serviços com a Marinha em geral. Os cadetes da quarta classe verbalmente cumprimentam as classes superiores de cadetes e professores com a frase "Beat Navy" (Derrote a Marinha), enquanto o túnel que cruza sob a Washington Road é chamado de o túnel "Beat Navy". Na primeira metade do século XX, os times de futebol americano do Exército e da Universidade de Notre Dame eram rivais, mas aquela rivalidade atualmente não existe mais.

## Programa esportivo

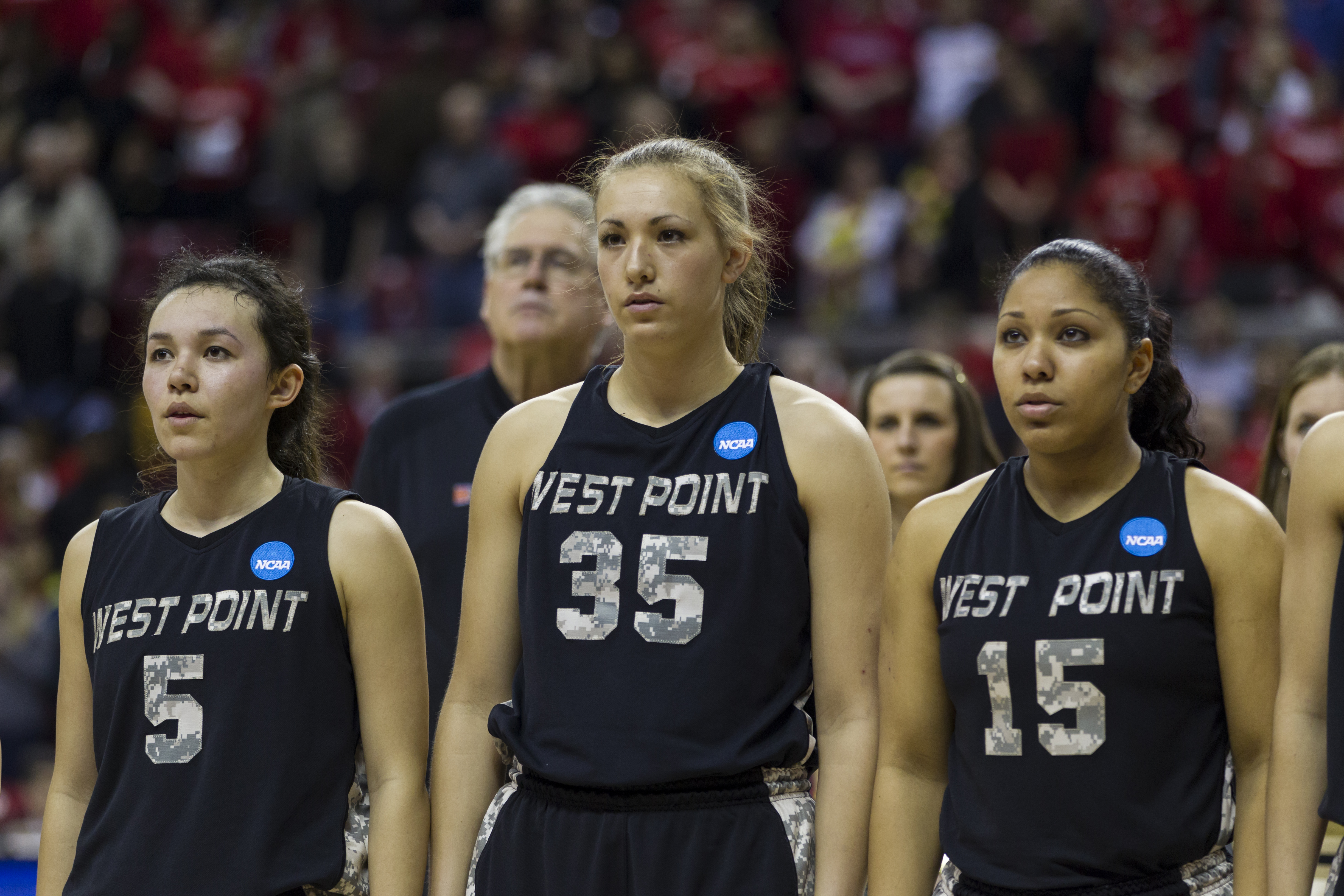
A West Point Band se juntou ao time de basquete feminino do exército quando competiu contra Maryland no torneio da NCAA de 2014

Os Black Knights participam das seguintes modalidades esportivas:
| - Masculino - Basquetebol - Futebol americano - Cross - Golfe - Atletismo - Natação e Saltos - Beisebol - Lacrosse - Futebol - Tênis - Luta - Ginástica |  | - Feminino - Basquetebol - Cross - Voleibol - Atletismo - Natação e Saltos - Softball - Futebol - Tênis - Polo aquático |